# Kevin Kleinberg
Kevin Kleinberg (nacido el 24 de junio de 1982 en Los Ángeles, California) es un actor estadounidense. Es conocido por su papel de Trip, el Green Time Force Ranger en Power Rangers Time Force. Se graduó de la secundaria en Birmingham, en 2000. Él es mitad alemán y mitad filipino. 
Los pasatiempos de Kleinberg incluyen karate, kickboxing y guitarra. Él tiene un cinturón rojo de karate y ha entrenado kickboxing durante siete años. Kleinberg hizo una aparición sorpresa (sin previo aviso) como invitado en la Morphicon Power. En la actualidad trabaja en un estudio contable en Beverly Hills.

## Televisión
- Power Rangers Time Force (2001)... Trip (40 episodios)
- Power Rangers Wild Force (2002)... Trip (2 episodios)

## Películas
- Ethan Mao (2004)... Josh

- Datos: Q3195730